# Nambroca
Nambroca ist ein Dorf und eine zentralspanische Gemeinde (municipio) mit 5.250 Einwohnern (Stand: 2024) in der Provinz Toledo in der Autonomen Gemeinschaft Kastilien-La Mancha.

## Lage
Nambroca liegt etwa zehn Kilometer südsüdöstlich von Toledo in der historischen Provinz La Mancha in einer Höhe von ca. 670 m. 
Das Klima im Winter ist rau, im Sommer dagegen trocken und warm; der spärliche Regen (ca. 453 mm/Jahr) fällt überwiegend in den Wintermonaten.

## Bevölkerungsentwicklung
| Jahr      | 1970 | 1981 | 1991 | 2001 | 2011 | 2021 |
| Einwohner | 1079 | 1340 | 1849 | 2693 | 4121 | 4954 |

## Sehenswürdigkeiten
- Marienkirche (Iglesia de Nuestra Señora de la Purificación)
- Christuskapelle
- Rathaus

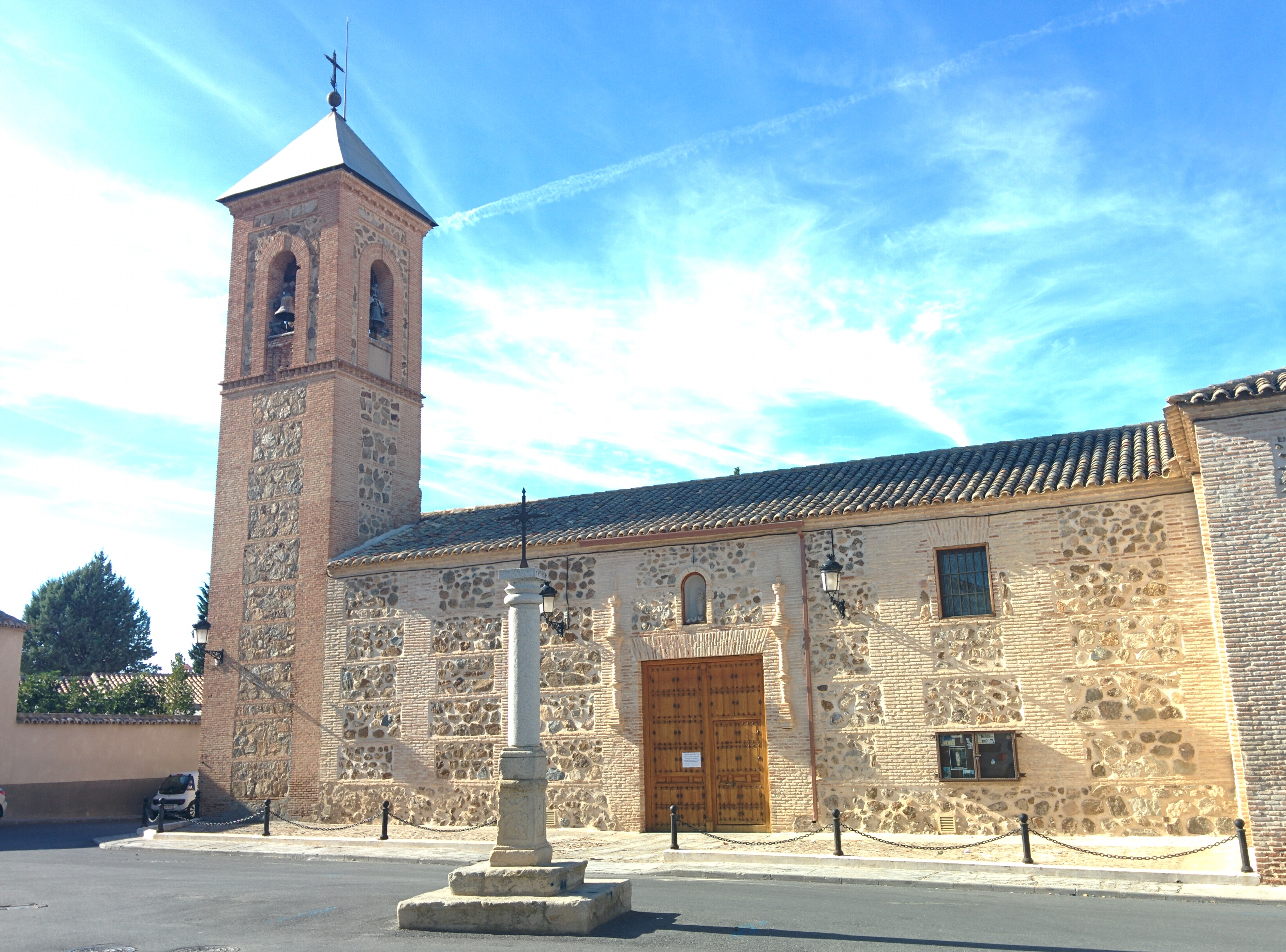
Marienkirche
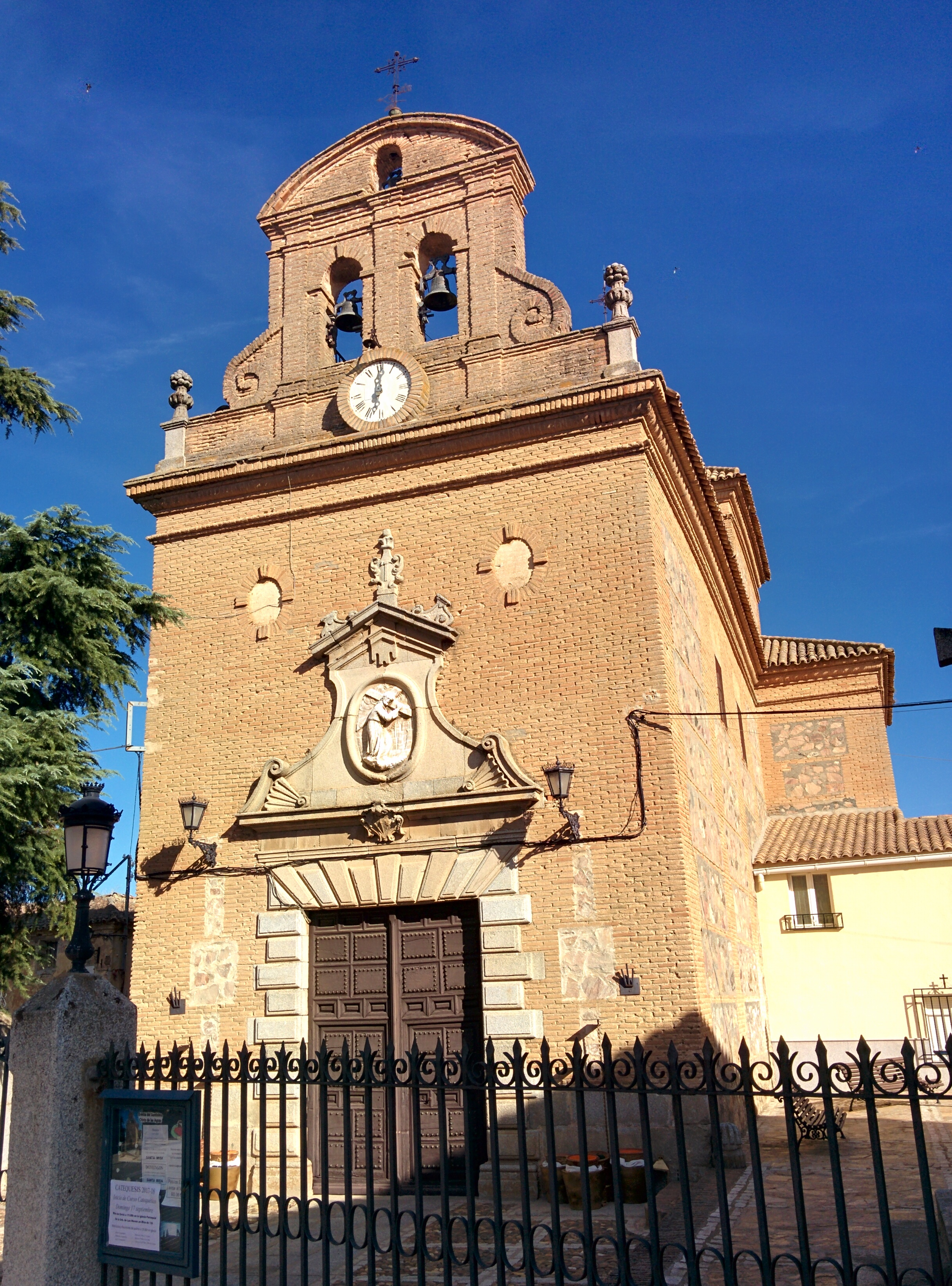
Christuskapelle
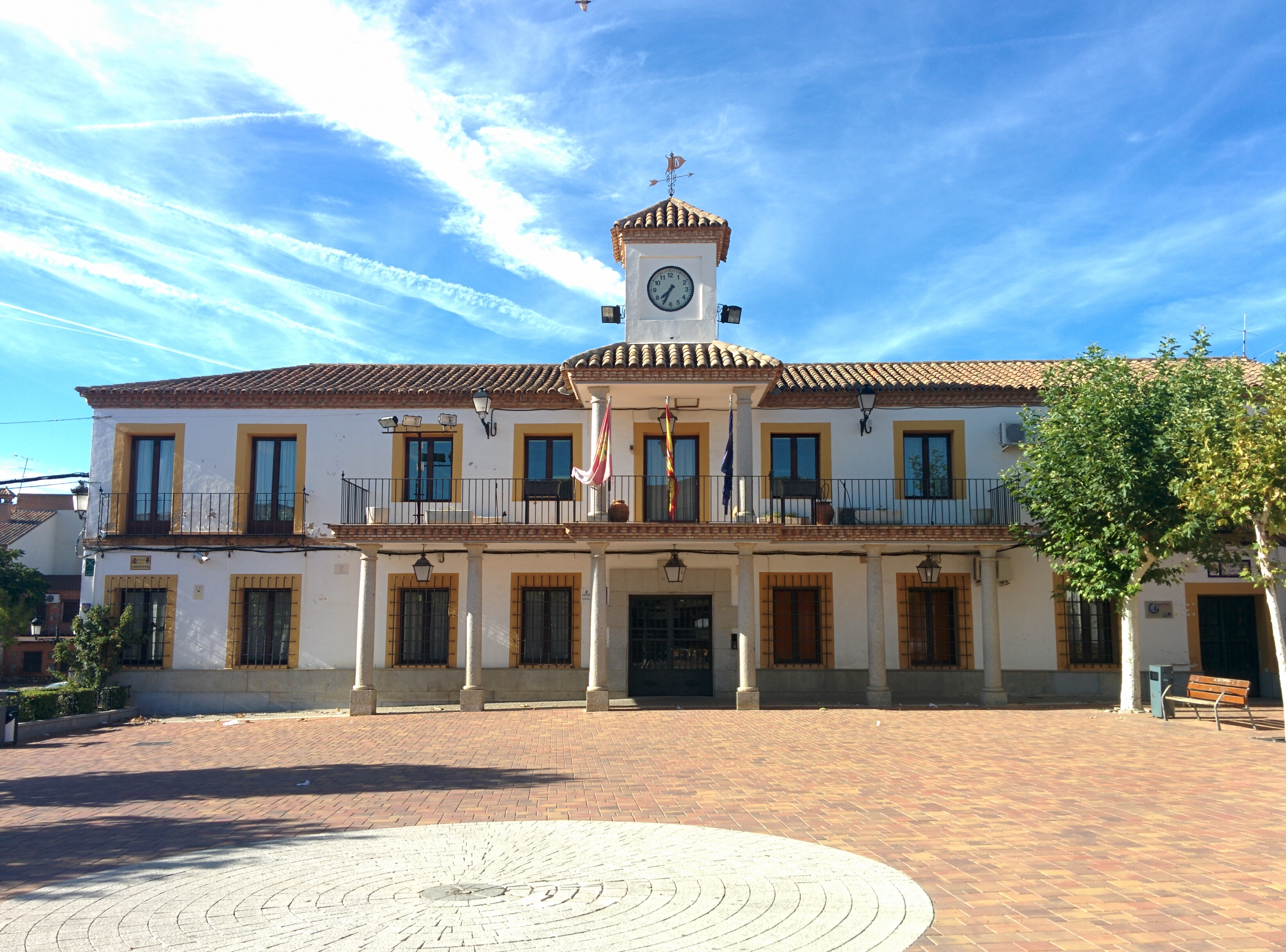
Rathaus